# Израелска крайбрежна равнина
Крайбрежната равнина на Израел (на иврит: מישור החוף, Mishor HaḤof) е крайбрежната равнина покрай брега на Средиземно море в Израел, простираща се на 187 км от север на юг. Това е географски регион, който се определя морфологично от морето по отношение на релефа и почвата, а също и по отношение на климата, флората и животинския свят. Тя е тясна на север и се разширява значително на юг, като е непрекъсната с изключение на кратък участък, където планината Кармил достига почти до морето. Крайбрежната равнина граничи на изток - от север на юг - с по-високите в топографско отношение райони на Галилея, ниската и плоска долина Езраел, планинската верига Кармил, планините Самария, хълмистата земя на Юдея, известна като Шефела, и планините Негев на юг. На север тя е отделена от крайбрежната равнина на Ливан от скалите на Рош Ханикра, които стърчат в морето от Галилейските планини, а на юг продължава в египетския Синайски полуостров.

## Снимки
Крайбрежната равнина включва следните географски райони (от север на юг ): Северна крайбрежна равнина, Hof HaCarmel, Равнина Шарон, Централна крайбрежна равнина и Южна крайбрежна равнина.